# طلعت جنیدی
طلعت جنیدی (انگلیسی: Talaat Guenidi؛ زادهٔ ۲۶ نوامبر ۱۹۴۳) بازیکن بسکتبال اهل مصر بود.